# أيتارو إيشيغاكي
أيتارو إيشيغاكي (بالإنجليزية: Eitaro Ishigaki) هو رسام وفنان أمريكي، ولد في 1 ديسمبر 1893 في تايجي ‏ في اليابان، وتوفي في 23 يناير 1958 في طوكيو في اليابان.